# Alice in Chains
Alice in Chains is een Amerikaanse rockband uit Seattle, die werd opgericht in 1987 door zanger/gitarist Jerry Cantrell en drummer Sean Kinney. Wijlen leadzanger Layne Staley en bassist Mike Starr completeerden de bands eerste bezetting. Starr werd in 1993 vervangen door Mike Inez. Na Staley's dood in 2002 werd de band opgeheven. In 2005 maakte het een doorstart met William DuVall als leadzanger.

## Biografie
Net als de stijl- en stadsgenoten van Soundgarden verwerkte de band veel hardrock- en heavy-metalinvloeden in haar rockmuziek. Met haar donkere en melancholische teksten en akoestische nummers waren ze ook een van de meest populaire bands van de grunge-stroming.
Hoewel de band een alternatieve hit had met het nummer "Would?" (een eerbetoon aan Mother Love Bone-zanger Andrew Wood) is ze nooit echt doorgebroken bij het grote publiek, zoals Nirvana. Dit was mede te wijten aan zanger Layne Staley die, in tegenstelling tot gitarist Jerry Cantrell, veel meer werd aangetrokken tot de underground.
Alice in Chains' grootste succes is het album Dirt. De albums Facelift en Alice in Chains worden door het publiek minder hoog aangeslagen. De veelal akoestische ep's Sap en Jar of Flies vielen wel in goede aarde. Na het verschijnen van de albums ging de band niet op tournee, wat wel gebruikelijk is. Hierdoor rees bij de fans het vermoeden dat er binnen de band problemen speelden welke gerelateerd waren aan druggebruik.
Ondertussen deed Staley mee met supergroep Mad Season, en in 1998 bracht Cantrell een soloalbum (Boggy Depot) uit. Omdat de andere leden van Alice in Chains (Sean Kinney en Mike Inez) en vaste producer Toby Wright ook aan dit album meewerkten, rees het vermoeden dat Alice in Chains zo goed als opgeheven was. In april 2002, twee maanden voor het verschijnen van Cantrells nieuwe album Degradation Trip, overleed Staley aan een overdosis heroïne en cocaïne. Ook een tweede ex-lid, Mike Starr overleefde zijn verslaving niet. Op 8 maart 2011 werd zijn lichaam aangetroffen in zijn woning in Salt Lake City. Starr verliet in 1993, nadat Dirt was uitgekomen, de groep omdat hij voor de band onhandelbaar was geworden ten gevolge zijn drugsverslaving.
De groep kwam in 2005 weer samen en kreeg versterking van een nieuwe leadzanger, William DuVall. In 2006 deed de groep onder meer Wâldrock, het Belgische Graspop Metal Meeting, het Duitse dubbelfestival Rock Am Ring/Rock im Park en het Oostenrijkse Novarock aan. Tijdens Rock Am Ring werd Alice in Chains bijgestaan door James Hetfield, die 'Would?' kwam meezingen. In 2010 toerden ze ter promotie van hun nieuwe album. Deze tournee bracht hen onder andere op Rock Werchter en het Roskilde Festival. Ze speelden ook op enkele edities van het festival Sonisphere.

## Discografie

### Albums
| Album met eventuele hitnotering(en) in de Nederlandse Album Top 100 | Datum van verschijnen | Datum van binnenkomst | Hoogste positie | Aantal weken | Opmerkingen                            |
| ------------------------------------------------------------------- | --------------------- | --------------------- | --------------- | ------------ | -------------------------------------- |
| We die young                                                        | 1990                  | -                     | -               | -            | ep                                     |
| Facelift                                                            | 1990                  | -                     | -               | -            |                                        |
| Sap                                                                 | 1992                  | -                     | -               | -            | ep                                     |
| Dirt                                                                | 1992                  | 23-01-1993            | 17              | 34           |                                        |
| Jar of Flies                                                        | 1994                  | 05-02-1994            | 17              | 9            | ep                                     |
| Alice in Chains                                                     | 1995                  | 18-11-1995            | 75              | 4            |                                        |
| MTV Unplugged                                                       | 1996                  | 10-08-1996            | 33              | 9            | Livealbum                              |
| Nothing safe: best of the box                                       | 1999                  | -                     | -               | -            | Verzamelalbum                          |
| Music bank                                                          | 1999                  | -                     | -               | -            | Verzamelalbum                          |
| 'Live                                                               | 2000                  | -                     | -               | -            | Livealbum                              |
| Greatest hits                                                       | 2001                  | -                     | -               | -            | Verzamelalbum, ook uitgebracht op sacd |
| The essential Alice in Chains                                       | 2006                  | -                     | -               | -            | Verzamelalbum                          |
| Black gives way to blue                                             | 2009                  | 03-10-2009            | 34              | 5            |                                        |
| The devil put dinosaurs here                                        | 2013                  | 01-06-2013            | 52              | 3            |                                        |
| Live facelift                                                       | 2016                  | -                     | -               | -            | Livealbum                              |
| Rainier fog                                                         | 2018                  | 01-09-2018            | 30              | 1*           |                                        |

| Album met hitnotering(en) in de Vlaamse Ultratop 200 albums | Datum van verschijnen | Datum van binnenkomst | Hoogste positie | Aantal weken | Opmerkingen |
| ----------------------------------------------------------- | --------------------- | --------------------- | --------------- | ------------ | ----------- |
| Black gives way to blue                                     | 2009                  | 03-10-2009            | 26              | 5            |             |
| The devil put dinosaurs here                                | 2013                  | 01-06-2013            | 52              | 9            |             |
| Rainier fog                                                 | 2018                  | 01-09-2018            | 32              | 1*           |             |

### Singles
| Single met eventuele hitnotering(en) in de Nederlandse Top 40 | Datum van verschijnen | Datum van binnenkomst | Hoogste positie | Aantal weken | Opmerkingen |
| ------------------------------------------------------------- | --------------------- | --------------------- | --------------- | ------------ | ----------- |
| We die young                                                  | 1990                  | -                     | -               | -            |             |
| Man in the box                                                | 1991                  | -                     | -               | -            |             |
| Bleed the freak                                               | 1991                  | -                     | -               | -            |             |
| Them bones                                                    | 1992                  | -                     | -               | -            |             |
| Angry chair                                                   | 1992                  | -                     | -               | -            |             |
| Sea of sorrow                                                 | 1992                  | -                     | -               | -            |             |
| Would?                                                        | 1993                  | 10-04-1993            | 31              | 2            |             |
| Rooster                                                       | 1993                  | -                     | -               | -            |             |
| Down in a hole                                                | 1993                  | -                     | -               | -            |             |
| What the hell have I                                          | 1993                  | -                     | -               | -            |             |
| No excuses                                                    | 1994                  | -                     | -               | -            |             |
| I stay away                                                   | 1994                  | -                     | -               | -            |             |
| Don't follow                                                  | 1994                  | -                     | -               | -            |             |
| Got me wrong                                                  | 1994                  | -                     | -               | -            |             |
| Grind                                                         | 1995                  | -                     | -               | -            |             |
| Heaven beside you                                             | 1996                  | -                     | -               | -            |             |
| Over now                                                      | 1996                  | -                     | -               | -            |             |
| Again                                                         | 1996                  | -                     | -               | -            |             |
| Get born again                                                | 1999                  | -                     | -               | -            |             |
| Fear the voices                                               | 1999                  | -                     | -               | -            |             |
| Man in the box (live)                                         | 2000                  | -                     | -               | -            |             |
| A looking in view                                             | 2009                  | -                     | -               | -            |             |
| Check my brain                                                | 2009                  | -                     | -               | -            |             |
| Your decision                                                 | 2009                  | -                     | -               | -            |             |
| Lesson learned                                                | 2010                  | -                     | -               | -            |             |
| Hollow                                                        | 2012                  | -                     | -               | -            |             |
| Stone                                                         | 2013                  | -                     | -               | -            |             |
| Voices                                                        | 2013                  | -                     | -               | -            |             |
| Tears                                                         | 2016                  | -                     | -               | -            |             |
| The one you know                                              | 2018                  | -                     | -               | -            |             |
| So far under                                                  | 2018                  | -                     | -               | -            |             |
| Never fade                                                    | 2018                  | -                     | -               | -            |             |

### NPO Radio 2 Top 2000
| Nummers met noteringen in de NPO Radio 2 Top 2000 | '15  | '16  | '17  | '18  | '19  | '20  | '21  | '22  | '23  | '24  |
| ------------------------------------------------- | ---- | ---- | ---- | ---- | ---- | ---- | ---- | ---- | ---- | ---- |
| Rooster                                           | -    | 1492 | 1550 | 1692 | 1769 | 1863 | 1604 | 1525 | 1536 | 1269 |
| Would?                                            | 1948 | 579  | 650  | 717  | 759  | 740  | 708  | 621  | 644  | 575  |

1. ↑  Een '-' betekent dat het nummer niet was genoteerd en een vetgedrukt getal geeft de hoogste notering van een nummer aan.
2. ↑  2015 was het eerste jaar met een notering voor Alice in Chains.